# Suphisellus nigrinus
Suphisellus nigrinus is een keversoort uit de familie diksprietwaterkevers (Noteridae). De wetenschappelijke naam van de soort werd in 1838 gepubliceerd door Charles Nicolas Aubé.